# Candia (marque)
Pour les articles homonymes, voir Candia.
Candia est une marque commerciale française de produits laitiers fondée en 1971 et appartenant au groupe Sodiaal.
À sa création, Candia est parmi les premières marques de lait à voir le jour sur le marché national français. Depuis, Candia a appuyé son développement sur quelques innovations sur son marché : bouteilles UHT, laits infantiles, briques à bouchon, produits enrichis, etc. et sur sa présence, à travers des réseaux de commercialisation, dans plusieurs pays.

## Histoire
À l’origine du lancement de Candia, il y a la volonté en 1971 du groupe coopératif Sodima (devenu Sodiaal), propriétaire également de Yoplait, de créer une marque nationale sur le lait, dans un marché à l'époque sans marque et dominé par une offre de lait frais en bouteilles de verre. Le nom de la marque est une utilisation marketing du latin candidus (blanc, pur, brillant, éclatant), pour évoquer la pureté et la fraîcheur. Ce nom est une création de la société de naming Novamark.
Candia mène une stratégie d’expansion, avec des innovations sur son marché telles que les briques UHT (lait chauffé en Ultra Haute Température pour se conserver plus longtemps), les laits enrichis en vitamine, les bouteilles en plastique, les bouteilles avec poignée et les bouteilles avec bouchon qui se visse. Elle pousse également des slogans dans des campagnes publicitaires tel que « La vie va de Candia en Candia ».
Candia mène aussi une stratégie de développement au travers de filiales commerciales en Europe (UK, Benelux, Espagne, et Italie), ou de partenaires distributeurs, dans plusieurs pays. De plus, depuis 1986, la marque développe des franchises,. La marque apporte, outre une licence de marque, un savoir-faire technique et marketing auprès de groupes agro-alimentaires dans des pays où l’industrie laitière est en développement. Ainsi on retrouve Candia en Afrique (Algérie, Libye, Sénégal, Côte d’Ivoire, Gabon, Mali, Burkina Faso) au Proche et Moyen-Orient (Liban et Palestine) et dans les îles de l’Océan Indien (Madagascar, île de la Réunion, île Maurice).
Candia pour les activités lait-beurre-crème est dirigée de 2021 à 2024 par Éric Forin puis par Romain Deurbergue depuis 2024. L'entreprise est confrontée à une baisse constante de la consommation de lait et à une concurrence de plus en plus forte,. Elle a réduit dans les années 2010 son dispositif industriel de moitié et continue à le restructurer et à le redimensionner.

## Production et modes de commercialisation
Candia propose des produits laitiers frais (lait, crème, beurre, produits chocolatés...) mais aussi les laits en poudre dont des laits infantiles.
Ses produits sont commercialisés par la grande distribution, les franchisés ou sous marque de distributeur .
Candia, au début des années 2020, c’est environ 1 500 collaborateurs, 2 sièges administratifs (Paris et Lyon), 4 laiteries (Vienne, Lons, Awoingt et Saint-Étienne) et 2 beurreries (Quimper et Clermont-Ferrand).